# Тверская площадь
Тверска́я пло́щадь (в 1918—1993 годах — Сове́тская пло́щадь) — площадь в Тверском районе Центрального административного округа Москвы, расположена между Тверской улицей, Тверским проездом и Столешниковым переулком. Создана в 1792 году на месте подворья князей Долгоруковых. В разное время на площади располагались памятник Михаилу Скобелеву и Монумент советской конституции, в 1954-м на площади был установлен памятник Юрию Долгорукому.

## Происхождение названия
Площадь получила своё название в 1790-х годах по проходящей по ней Тверской улице. После Октябрьской революции была переименована в Советскую. В 1993 году площади вернули её первоначальное название.
Во многих современных источниках приводится информация о том, что после установки памятника М. Д. Скобелеву площадь была переименована в Скобелевскую. Эта информация не соответствует действительности. Во всех адресных справочниках «Вся Москва» с 1913 по 1917 год название площади — Тверская. В алфавитном списке улиц нет названия «Скобелевская площадь».
Во всех адресных справочниках «Вся Москва» с 1913 по 1917 год местонахождение памятника М. Д. Скобелеву — Тверская площадь.
В справочнике «Вся Москва-1936» в списке переименованных улиц Советская площадь переименована из Тверской площади.
Вероятно, «Скобелевская» было «народным» названием, а не официальным.

## История

### XVI—XVIII века

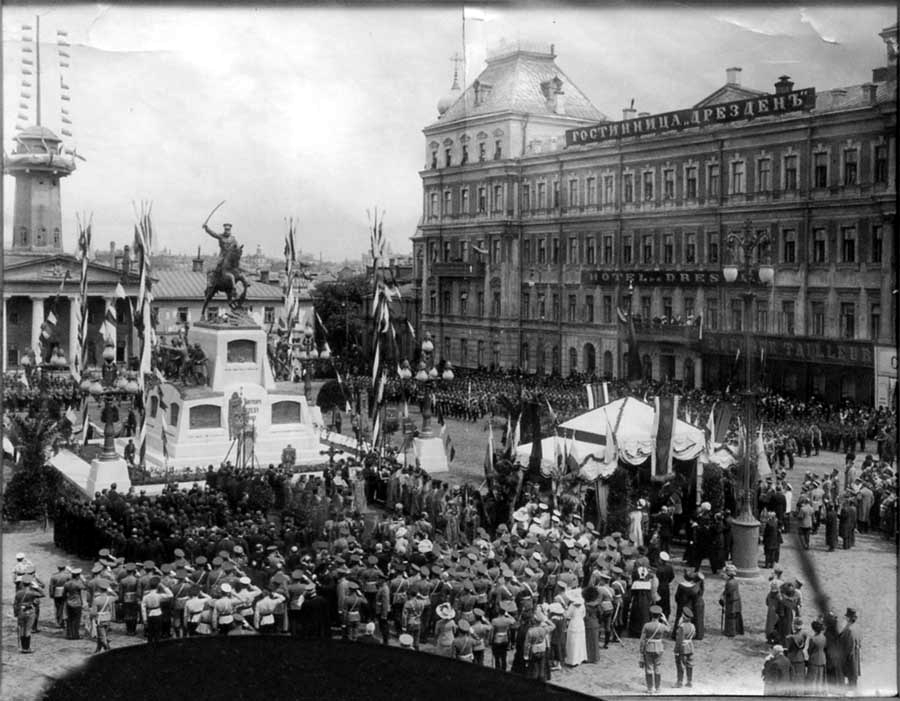
Открытие памятника генералу Скобелеву, 1912 год

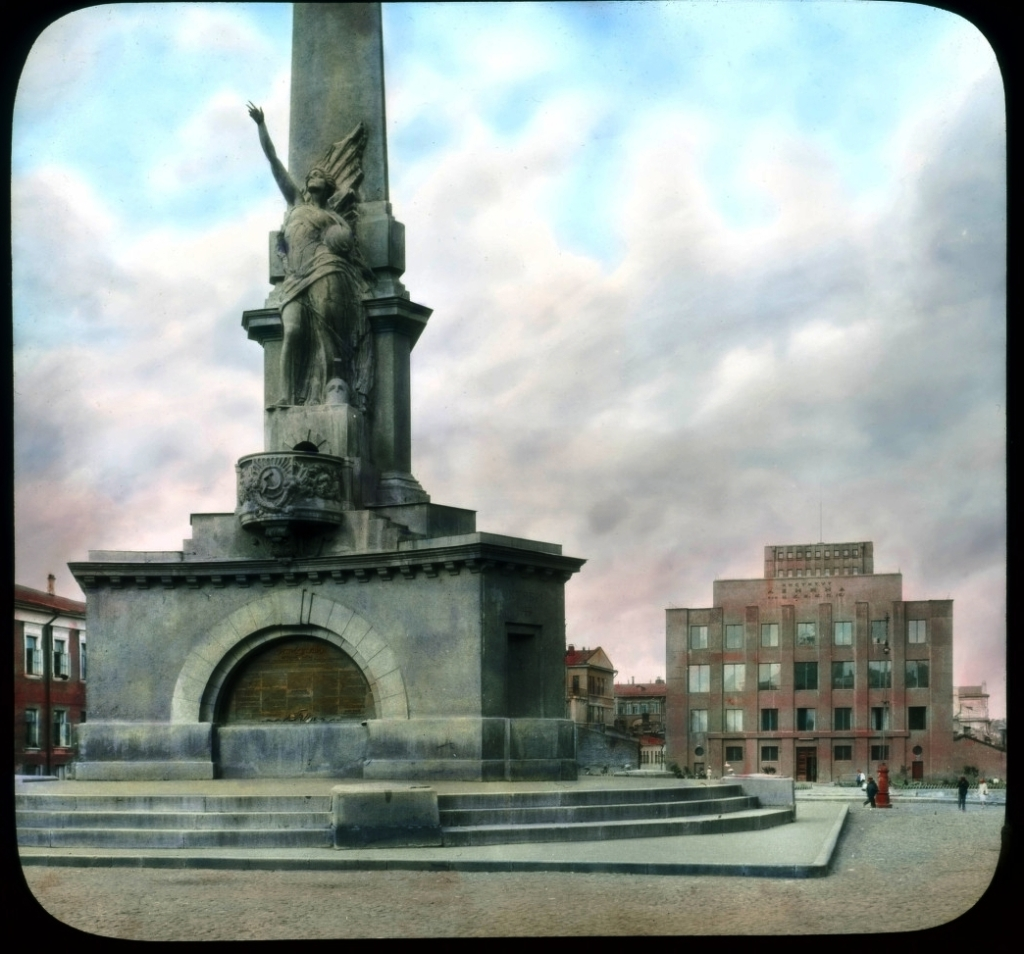
Советская площадь, 1931 год

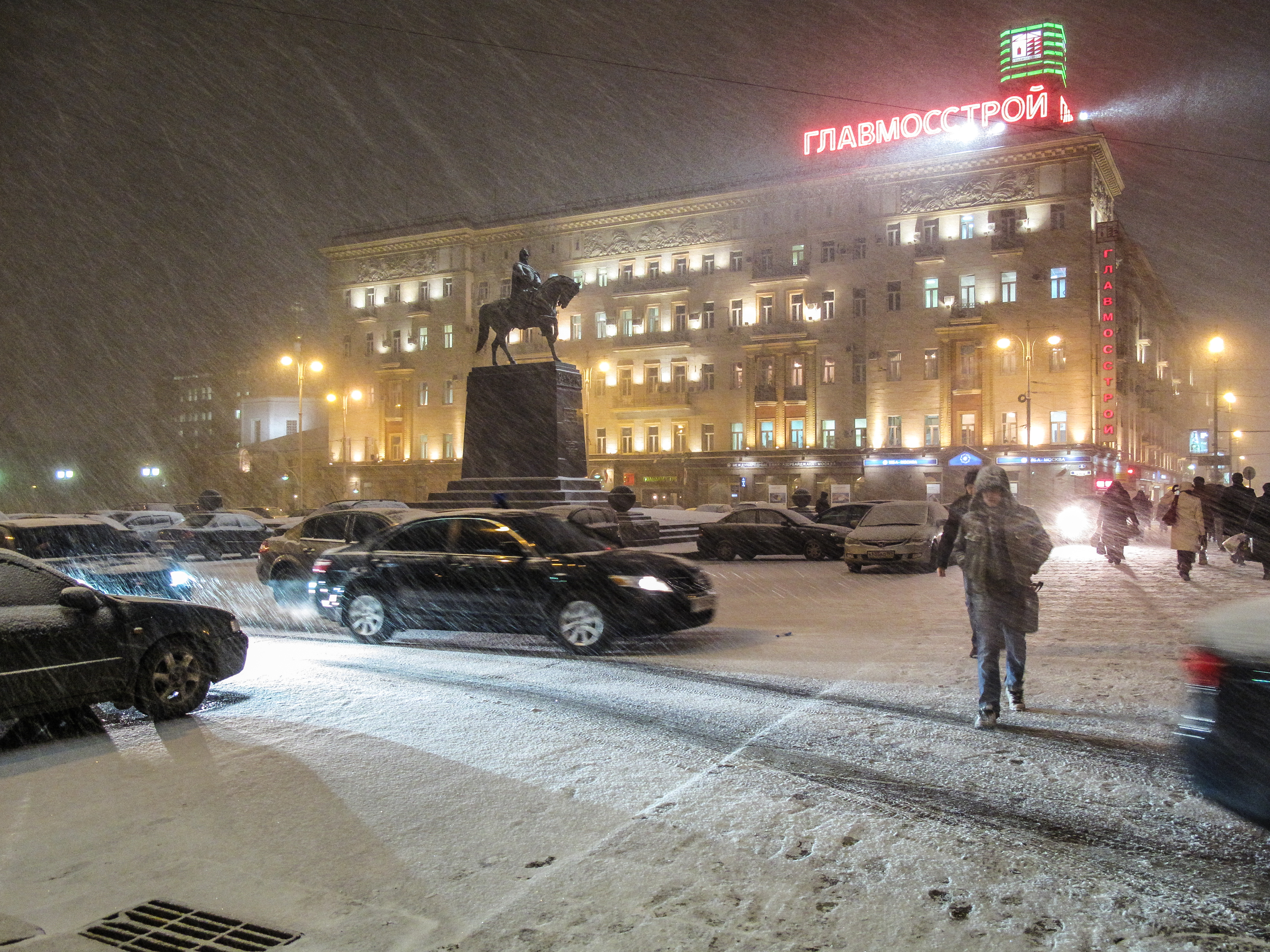
Тверская площадь и памятник Юрию Долгорукому, 2009 год

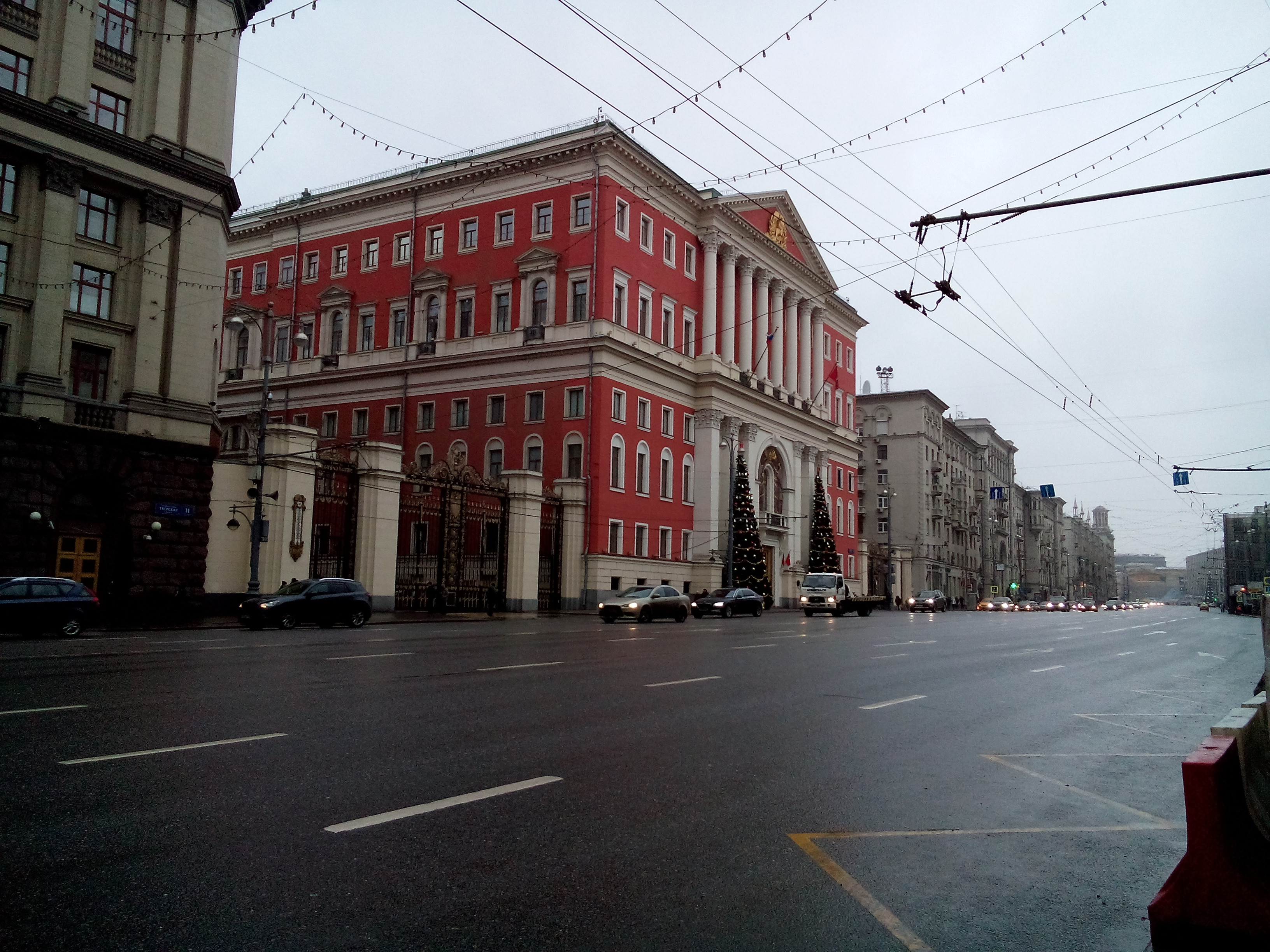
Здание мэрии Москвы, расположенное в бывшей резиденции генерал-губернатора, 2015 год

В конце XVI века на территории Тверской площади, примыкавшей к Старой Кузнецкой слободе, стояло около 60 кузниц. С постепенным расширением столицы в XVII—XVIII веках на их месте возводили небольшие жилые и хозяйственные деревянные сооружения, обнесённые заборами с воротами. Во второй половине XVIII столетия они относились к подворью князей Долгоруковых, ограниченному Тверской улицей, Шубиным и Глухим переулками. В центре владения также располагался двухэтажный каменный господский дом. В 1782 году напротив него граф Захар Чернышёв построил дом генерал-губернатора.
В 1790 году государственная казна выкупила подворье и прилегавшие к резиденции генерал-губернатора здания. Стоящие перед ней постройки планировалось снести и на их месте вырубить площадь для ежедневных разводов караула. Ответственным за проектировку площади был назначен архитектор Матвей Казаков. Он предложил окружить её территорию оградой с колоннами, а перед кордегардией соорудить галерею с колоннами, однако по распоряжению императрицы Екатерины II эту идею на неопределённое время отложили и впоследствии не осуществили. Строительство плаца перед домом генерал-губернатора началось в 1792 году. По данным 1793-го разводы караула на нём не проводились, а площадь описывали как «казённое пустопорожнее место, на котором состоится щит главнокомандующего». К концу XVIII века на ней установили столб с эмблемой генерал-губернатора, на плацу ежедневно проводился развод караула. Тогда же площадь была занесена на официальные карты Москвы.

### XIX—XX века
В начале XIX века Тверскую площадь начали застраивать каменными зданиями. На её южной стороне возвели одноэтажный дом Чертковых, а северной — трёхэтажный, украшенный колоннами, дом купца Усачёва, в котором находились меблированные комнаты, сдававшиеся внаём, и танцевальный клуб.
Пожар 1812 года не повредил ансамбль Тверской площади. В 1823-м проводилась перестройка дома генерал-губернатора, тогда же на месте дома Долгоруковых возвели каменную полицейскую часть, именовавшуюся Тверским частным домом. На первом этаже здания располагалась гауптвахта, на крыше — пожарная каланча, во дворе стояли пожарные сараи. Кроме того, в 1820-х годах над домом Чертковых надстроили ещё один этаж, здание переоборудовали в гостиницу. В 1840-х её приобрёл купец Д. Попов, над крыльями постройки он соорудил третий этаж. Парадный вход в дом был надстроен третьим этажом только в 1879-м, когда в доме располагалась гостиница «Дрезден». В конце века ей пристроили четвёртый этаж.
24 июня 1912 года на площади открыли памятник генералу Михаилу Скобелеву работы скульптора Петра Самонова, но уже в апреле 1918-го большевики снесли памятник Скобелеву, а на его месте к первой годовщине Октябрьской революции установили Монумент советской конституции по проекту архитектора Дмитрия Осипова. Памятник представлял собой трёхгранный столб с вмонтированными в постамент бронзовыми досками. В 1919 году монумент дополнили скульптурной композицией работы Николая Андреева. Площадь была переименована в Советскую. в связи с размещением в бывшем генерал-губернаторском дворце Моссовета.
В начале 1920-х годов площадь перепланировали по проекту архитекторов Алексея Щусева и Ильи Голосова. Полуразрушенную полицейскую часть в центре плаца снесли в 1923-м, на её месте обустроили сквер с фонтаном. В том же году были снесены постройки у Большой Дмитровской улицы, на месте которых в 1927-м по проекту архитектора Сергея Чернышёва возвели здание Института Ленина при ЦК ВКП(б). В 1940 году перед ним открыли памятник Владимиру Ленину, выполненный скульптором Сергеем Меркуровым по проекту архитектора Исидора Француза.
В 1932 году Советскую площадь заасфальтировали поверх булыжника. В ходе сталинской реконструкции Москвы на ней также снесли дом купца Усачёва, а стоявший напротив дом Чертковых объединили с соседними зданиями и надстроили дополнительными этажами. Для расширения Тверской улицы бывшую резиденцию генерал-губернатора передвинули на 13,5 метра.
В 1941 году Монумент советской конституции демонтировали, на его месте в 1947-м в связи с празднованием 800-летия Москвы был заложен памятник основателю Москвы князю Юрию Долгорукому. Созданную по проекту архитектора Виктора Андреева статую торжественно открыли в 1954 году.
В 1993 году площади вернули её историческое название — вместо Советской она вновь стала именоваться Тверской.

## Ансамбль
Тверская площадь расположена в Центральном административном округе Москвы. Её прямоугольную форму задают Тверская улица, Тверской проезд, улица Большая Дмитровка и Столешников переулок.
Монументальные сооружения, расположенные на площади, относятся к разным историческим эпохам, её архитектурный ансамбль несколько раз менялся. Изначально на площадь выходили дворы и заборы частных домов, обращённых на Тверскую улицу. В XIX—XX веках площадь неоднократно перестраивалась и приобрела свой окончательный облик к середине прошлого столетия.
Со стороны Тверской улицы на неё обращен фасад здания мэрии Москвы, построенного в XVIII веке в стиле классицизм. Напротив него расположен главный корпус РГАСПИ, возведённый в XX веке в стиле конструктивизм. На северной стороне Тверской площади стоит перестроенный в советское время бывший дом Чертковых.
Основной скульптурой площади является памятник Юрию Долгорукому, установленный в честь 800-летия Москвы. Ансамбль Тверской площади дополняют расположенный по центру фонтан и сквер, внутри которого у здания РГАСПИ также установлен памятник первому председателю Совнаркома РСФСР Владимиру Ленину.
Примечательные здания и сооружения
- Памятник Юрию Долгорукому;
- подпорная стенка с балюстрадой, двумя лестницами и фонтаном — квадрифолий начала 1940-х годов, спроектирован в мастерской Аркадия Мордвинова;
- памятник Владимиру Ленину;
- жилой дом, бывший дом Чертковых — Тверская улица, 8;
- здание мэрии Москвы — Тверская улица, 13;
- здание РГАСПИ — улица Большая Дмитровка, 15.

## Общественный транспорт
- Станции метро «Тверская», «Пушкинская», «Чеховская».
- Автобусы № м1, м10, 101, 904, Н1 (ночной).